# Ludwig von der Pfordten
Ludwig Karl Heinrich von der Pfordten, né le 11 septembre 1811 à Ried im Innkreis (Haute-Autriche) et mort le 18 août 1880 à Munich est un avocat et homme politique saxon et bavarois.

## Biographie
Ludwig von der Pfordten étudie le droit dans les Universités à l'Université de Heidelberg et à Erlangen. En 1833, il reçoit l'habilitation et devient, en 1834, professeur extraordinaire à l'Université de Wurtzbourg et en 1866 de droit romain. En 1843, il part à l'Université de Leipzig. À partir de 1845 devient le chef du Parti libéral saxon. En mars 1848, il est nommé ministre de l'Intérieur de Saxe, ministre de la culture (et aussi brièvement ministre des Affaires étrangères) dans le cabinet du premier ministre Karl Braun. Quand celui-ci démissionne en février 1849, Pfordten retourne en Bavière où il est d'abord nommé ministre des Affaires étrangères puis, en décembre, Ministre-président. Son projet, en 1859, d'unir les régions allemandes de taille moyenne à la Bavière contre la Prusse et l'Autriche échoue. Il démissionne. Il revient au premier plan en 1864, quand Louis II accède au trône.
Il est farouchement opposé à Richard Wagner qui essaye de s'imposer comme « favori » de Louis II. C'est sans doute lui qui, le 19 octobre 1865, lorsque Cosima Wagner vient chercher 40 000 florins alloués par le roi au compositeur, lui donne la moitié de la somme en menue monnaie, au point que Cosima doit commander deux voitures pour transporter les sacs. Pfordten est en grande partie responsable de l'expulsion de Wagner de Munich en décembre 1866. Louis ne lui pardonnera jamais. Il profite de la défaite dans le conflit austro-prussien pour le congédier et le remplacer par le prince Chlodwig zu Hohenlohe-Schillingsfürst, après la défaite de Sadowa.
Ludwig von der Pfordten meurt à Munich le 18 août 1880 à l'âge de 68 ans. Sa sépulture se trouve dans l'Ancien cimetière du Sud ((Tombe 33 - Ligne 5 - Emplacement 9).
Il est le père du philosophe Otto von der Pfordten, adepte de la « Naturphilosophie ».